# Vincenzo Vannutelli
Vincenzo Vannutelli (5 décembre 1836 – 9 juillet 1930) est un prélat italien qui est cardinal de l'Église catholique romaine pendant plus de quarante ans.

## Biographie
Né à Genazzano, dans le Latium, il est dès le début de sa vie destiné à occuper une haute situation dans l'Église. Il fait ses études presque dès le début dans les universités pontificales les plus prestigieuses, le Collegium capranica et l'Université pontificale grégorienne. Ordonné prêtre en 1860, il n'exerce jamais de fonctions pastorales dans tout le temps de son sacerdoce, qui dure près de soixante-dix ans : il commence sa carrière en enseignant dans les séminaires et la poursuit à la Curie. La plus grande partie du début de sa carrière se passe dans des postes de la Secrétairerie d'État à Rome et à l'étranger, excepté deux années (1878-1880) où il est auditeur du Tribunal de la Rote. 
En 1880, il devient archevêque titulaire de Sardes (de) et délégué apostolique auprès de l'Empire ottoman et du patriarche de Constantinople. En 1882, il est nommé internonce au Brésil (en) et en 1883, nonce au Portugal (en). Il est nommé en décembre 1889 cardinal in pectore avant l'annonce publique de sa nomination au consistoire du 23 juin 1890 ; il devient alors cardinal-prêtre de San Silvestro in Capite. Son élévation, ainsi que celle de Giuseppe Pecci, frère aîné de Léon XIII, en 1879, est une exception à une règle en vigueur depuis 1586 qui interdit de nommer cardinal quiconque a un frère qui fait déjà partie du Sacré-Collège. Or son frère, Serafino Vannutelli (1834 -1915), y est depuis 1887 et vit encore. 
Comme cardinal, il est nommé en 1892 préfet chargé des affaires financières de la Propaganda Fide, poste qu'il occupe pendant dix ans.
Il devient cardinal-évêque lors de l'Année sainte en 1900 et, pendant la décennie et demie qui suit, travaille aux côtés du cardinal Gasparri à la nouvelle codification du droit canon commencée par Pie X en 1904 et achevée treize ans plus tard par Benoît XV. 
Il est légat pontifical au 11e Congrès eucharistique annuel, qui se tient à Bruxelles en 1898 et au 18e qui se tient en 1907 à Metz alors ville Allemande qui bénéficie d'une dérogation impériale temporaire permettant les processions catholiques. Il préside au nom du pape trois autres congrès eucharistiques de 1907 et 1910.
De 1914 à sa mort, il est préfet de la Congrégation des cérémonies. Il est également préfet de la Commission pour la révision des conciles provinciaux de 1902 jusqu'à 1908, commission destinée à interpréter les conciles passés à la lumière des enseignements pontificaux modernes. En 1915 il succède à son frère Serafino comme doyen du Collège des cardinaux. 
Lors de l'Année sainte 1925, il est légat pontifical pour l'ouverture et la clôture des saintes portes à la Basilique patriarcale libérienne, comme il l'a été en 1900. 
À sa mort, en 1930, il est le plus ancien membre du Sacré-Collège et le dernier survivant des cardinaux créés au dix-neuvième siècle, avant-dernier survivant des cardinaux créés par Léon XIII après le cardinal Lev Skrbenský z Hříště. La durée de son cardinalat est de 40 ans et 191 jours, de décembre 1889 à juillet 1930.

## Succession apostolique
Vincenzo Vannutelli a ordonné les évêques suivants :
- Évêque Teofilo Massucci, O.F.M.Ref. (1880)
- Évêque António Tomás da Silva Leitão e Castro (pt) (1883)
- Évêque Joaquim Augusto de Barros (pt) (1884)
- Archevêque Augusto Eduardo Nunes (pt) (1885)
- Évêque José Alves de Mariz (1885)
- Évêque António Dias Ferreira (pt) (1887)
- Cardinal Giulio Tonti (1892)
- Évêque Antônio Manuel de Castilho Brandão (pt) (1894)
- Évêque Henry Hanlon (en), M.H.M. (1894)
- Archevêque Dominique Jacquet (de), O.F.M.Conv. (1895)
- Archevêque Gaetano Maria de Angelis, O.F.M.Conv. (1895)
- Évêque Domenico Rinaldi (1895)
- Archevêque Francisco Plancarte y Navarrete (es) (1896)
- Archevêque Gaetano Quattrocchi (it) (1896)
- Archevêque Pasquale Gagliardi (it) (1897)
- Évêque Jozsef Medard Kohl (hu), O.S.B. (1900)
- Évêque Remigio Guido Barbieri (en), O.S.B. (1901)
- Évêque Giovanni Barcia (it) (1902)
- Évêque Francesco Maria Raiti (it), O.Carm. (1903)
- Cardinal Giovanni Battista Nasalli Rocca di Corneliano (1907)
- Évêque Joseph-Marie-Désiré Guiot, S.M.M. (1908)
- Évêque Roberto Calai Marioni (it) (1910)
- Évêque Giuseppe Angelucci (1911)
- Évêque Ramón Zubieta y Les (es), O.P. (1913)
- Évêque Paul-Gaston Laperrine d'Hautpoul (1915)
- Évêque Calogero Licata (it) (1916)